# Oka (fleuve)
 (14 avril 2017).
Le contenu est difficilement compréhensible vu les erreurs de traduction, qui sont peut-être dues à l'utilisation d'un logiciel de traduction automatique.
Pour les articles homonymes, voir Oka.
L'Oka ou Oca, est un fleuve du versant cantabrique de la péninsule Ibérique qui traverse les terres de Biscaye au Pays basque en Espagne. Il commence avec la confluence de plusieurs cours d'eau à Zugastieta et provenant des montagnes Goroño (601 m), Oiz (1 035 m), Bizkargi (563 m) et Arburu (552 m). Il se dirige du sud au nord, se jetant dans l'estuaire de l'Urdaibai. Il a une longueur de 17 km.
Il existe d'autres rivières homonymes, en Espagne comme la rivière Oca qui passe dans la province de Burgos et se jette dans l'Èbre.
Le bassin de la rivière Oka fait partie de la réserve de biosphère d'Urdaibai, espace protégé qualifié ainsi par l'UNESCO en 1984. Sa richesse naturaliste et ornithologique, 2000 [a été spécialement de base fondamental pour cette qualification et pour la déclaration comme zone de protection spéciale pour les oiseaux (ZEPA) en 1994 et son intégration dans la Red Natura 2000 (es). En 1992, cette zone a été incluse dans la relation de Humedales d'importance internationale de la convention de Ramsar sur décision du Conseil des ministres.
L'Oka traverse les territoires des municipalités de Mundaka, Sukarrieta, Busturia, Murueta, Forua, Gernika-Luno, Ajangiz, Mendata, Arratzu, Kortezubi, Gautegiz Arteaga, Muxika et d'Ibarrangelu.

## Le bassin

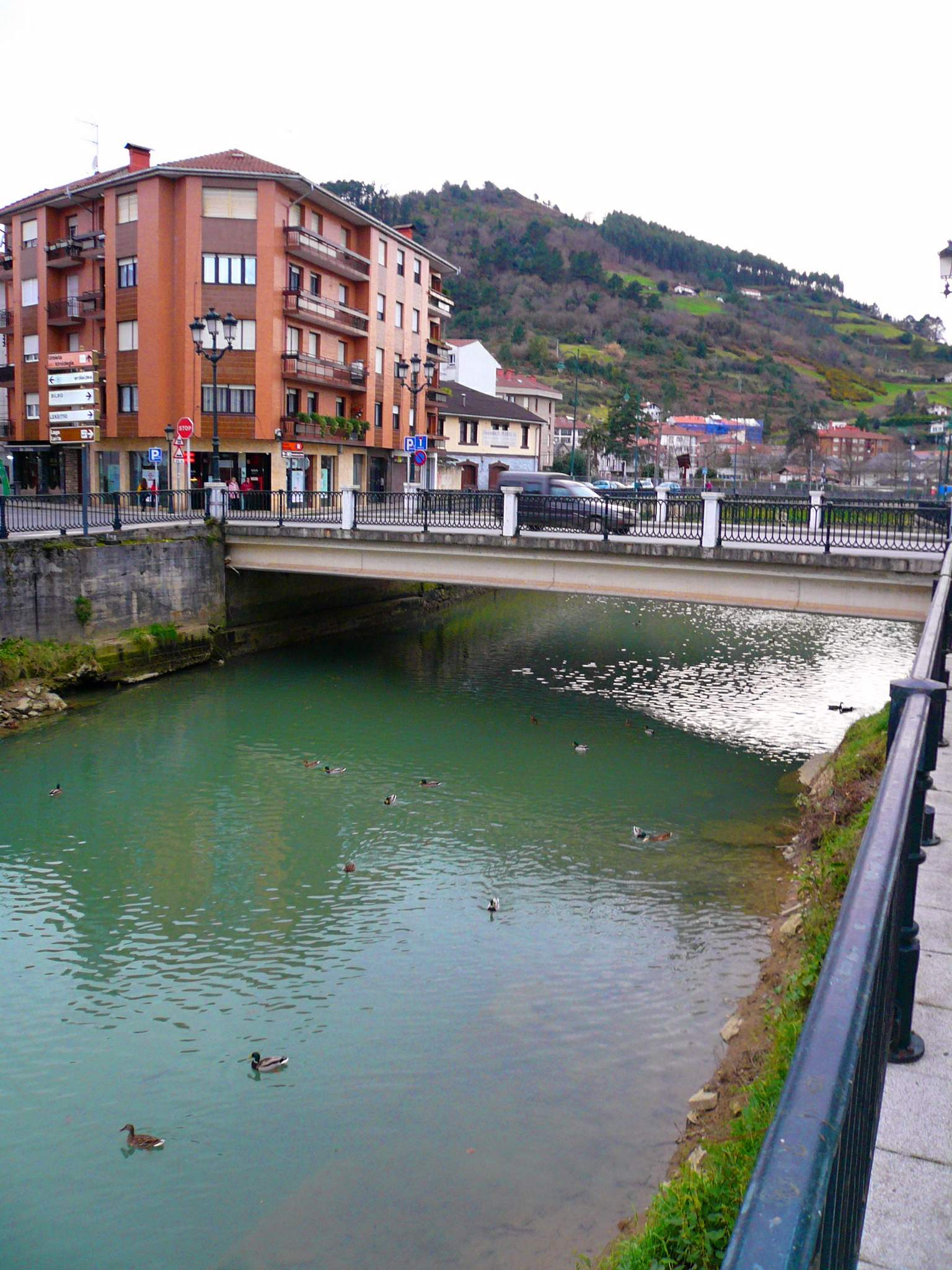
Fleuve Oka passant dans la ville Guernica

Le bassin de la rivière Oka a une superficie de 132 km2 et une longueur de 17 km. La partie supérieure de celle-ci est formée par une multitude de cours d'eau descendant des montagnes qui l'entourent du côté sud. Cette rivière prend son nom à la hauteur de Zugastieta-Oka. Les courants dévalent dans des vallées encaissées, très abruptes et étroites, couvertes et entourées de forêts de plantations forestières de pin de Monterey (Pinus insignis). Les dénivelés des flancs côté oriental atteignent 250 mètres. À partir de Zugastieta, l'Oka court une partie rocheuse formant des rapides et cascades.
Peu avant Guernica le terrain s'aplanit et la rivière se transforme en ria en prenant des courbes sinueuses et en subissant l'influence de la marée, à partir de Villa Foral. D'ailleurs, Guernica a eu un port fluvial où arrivaient les bateaux du port de Mundaka, situé dans l'embouchure de la rivière. Ces bateaux étaient appelés nadichuelos mercantiles. L'existence du port sur l'Oka, à la hauteur de l'actuelle ville de Guernica, a été la cause principale de sa fondation, comme il est mentionné dans sa Carta Puebla :
Sepan cuantos esta carta proivilegio vieren. como yo, Don Tello, con placer de todos los vizcainos, fago en Guernica población e villa que se dice Puerto de Guernica.../... otrosi mando que non debes portazgo ni treintazgo ni preciode nave nin Bagel, nin de otra mercancia, que venga e vaia de este lugar de Guernica.
Avant d'atteindre Guernica, l'Oka reçoit sur sa rive gauche le ruisseau Ugarte, aussi appelé Muxika, qui vient des flancs du Bizkargi, et après la ville forale, sur sa rive droite, son principal affluent, le Berrekondo, qui arrive des flancs de l'Oiz d'où vient également le Golako après avoir parcouru 15 km. Près de l'île de San Cristobal, le Mape la rejoint sur sa rive gauche, qui descend de la montagne Sollube d'où il tire son nom.
Une bonne partie du territoire appartenant à la partie droite du bassin traverse le terrain calcaire et forme un système karstique. Ceci fait que les cours d'eau soient faibles et que les rivières qui se jettent sur l'Oka aient des parties souterraines comme la rivière Oma.
La partie dans laquelle se forme la ria, le terrain change car il est près de la mer. La rivière dépose les sédiments dans le lit, parfois inondé car proche de la mer. Dans l'estuaire le volume de la marée est très supérieur au volume fluvial.
Les sédiments qu'apporte la rivière sont portés par les marées montantes formant une plaine estuarienne de faible pente (0,2 m/km depuis Guernica jusqu'à Murueta). Les calcaires du Crétacé et les ophites Triasiques  émergent entre les sédiments sablonneux par toute la longueur de l'estuaire, arrivant à rétrécir gravement la vallée sur quelques tronçons comme celui de l'Île Bekoa.
Depuis Guernica jusqu'à Murueta, on a construit au début du XXe siècle un canal rectiligne qui a coupé l'ancien lit de la rivière qui était sinueuse. Ce canal fait 5 km de longueur et il est connu sous le nom de Corte de la Ría. Les méandres étaient inadaptés et ont été colmatés. Une partie des marais formés des deux côtés du lit ont été asséchés par des structures appelées munas ou polders pour obtenir des terres ainsi gagnées aux travaux agricoles ou des pâturages pour le bétail. Ces prés et pâturages des munas sont généralement le lieu d'accueil d'oiseaux pendant l'hiver.
Les sédiments des colmatages de la plaine fluviale font place aux boues et celles-ci, dans un processus de mélange progressif, aux sables qui occupent la bouche de la rivière. Sur la rive droite on ouvre le grand banc de sable de Laida, tandis que sur la gauche on installe la population de marins de Mundaka.
À l'estuaire de la rivière, on a l'Île d'Izaro qui forme un petit archipel avec les îlots Hotzarri et Potorro-harri entre autres. Izaro a été uni au continent par l'extrémité d'Antzora qui est actuellement séparée de ce dernier par un canal sablonneux.

## Utilisation du sol
Les sols du bassin ont une utilisation principalement agricole et forestière. Dans la partie supérieure de cette dernière l'utilisation est majoritairement forestière avec des plantations de pins et d'eucalyptus destinés à l'exploitation forestière. Les parties inférieures sont destinées à l'utilisation agricole. La zone qu'entourent les populations est occupée par des services pour ceux-ci et par de l'industrie de divers type parmi lesquelles se détachent la métallurgie, navale, chimique et des conserveries.
En protégeant la totalité du bassin de l'Oka sous forme de Réserve de la Biosphère d'Urdaibai les utilisations sont régies par le Plan directeur d'utilisation et de gestion, un des instruments que développe la Ley de protección y ordenación de la Reserva de la Biosfera de Uradibai. Le premier plan directeur a été mis en vigueur en décembre 1993 et a été modifié durant l'année 2003. Le plan directeur essaye de "trouver un consensus" tout ce qui touche la protection de la Réserve de la Biosphère en conservant le patrimoine naturel et culturel du secteur protégé tout en permettant un développement possible de ses habitants. Le plan directeur est un outil de gestion et de planification territoriale qui permet de connaître des objectifs, instruments, zonification et règlement de l'utilisation du sol rustique protégé. L'objet du plan directeur est de protéger et de récupérer l'ensemble des écosystèmes qui existent dans le secteur protégé de la Réserve de la Biosphère d'Urdaibai, particulièrement les eaux (souterraines et de surfaces) et dans les masses de végétation autochtones ainsi que la promotion d'une utilisation rationnelle du sol rural.
- (eu) Fichier pdf intitulé: Urdaibai (17,82 Mo)

## La végétation
La végétation qui est développée en Urdaibai ont une base nettement atlantique où abondent les prés, bosquets de chêne, forêts touffues et particulièrement les plantations de conifères à croissance rapide (pin de Monterey ou Pinus radiata ou pinus insignis). La zone côtière est couverte de forêts de chênes cantabriques (chêne vert) et d'Arbutus. Ce monde végétal, où on a répertorié 615 espèces de plantes, est le refuge d'un monde animal riche avec 318 espèces de vertébrés, dont 245 sont des oiseaux.
La végétation dépend des différentes caractéristiques du bassin. La salinité de l'eau, la nature du terrain, son orientation sont des facteurs qui influencent le type de végétation prédominante. Dans les hautes zones du bassin, avec les plantations commerciales de pin et d'eucalyptus on conserve quelques parties de forêt atlantique de châtaigniers, chênes et frênes et de forêt de galerie où abonde l'aulne avec le chêne, le frêne, l'érable et l'orme. On trouve aussi des saules. Les marais sont composés de végétation nitrophile herbacée et arbustive. Dans les zones de haute influence marine, avec une salinité semblable à celle de la mer et les sols de sable ou boue sablonneuse se développe le zostère de nolti. Cette zone est inondée avec la marée haute. Quand le sol est boueux et a une haute teneur en matière organique, se développe l'espartina maritime. Lorsque la zone n'est pas inondée par la marée, ou à de rares occasions rares, se développent des joncs et de roseaux. Quand la salinité diminue, paraissent des prairies d'élymes.
La majorité des terres moyennes sont occupées par la "campiña" atlantique qui est l'aire occupée par l'intervention de l'homme. La formation elle-même de cette dernière est due à l'exploitation agricole et d'élevage de la part des fermes. Dans cette atmosphère on donne une grande richesse écologique en alternant les cultures avec des prés, les landes et des forêts. Un processus de détérioration de cette atmosphère se produit à cause de l'abandon des travaux agricoles et la plantation de pins.

## La faune

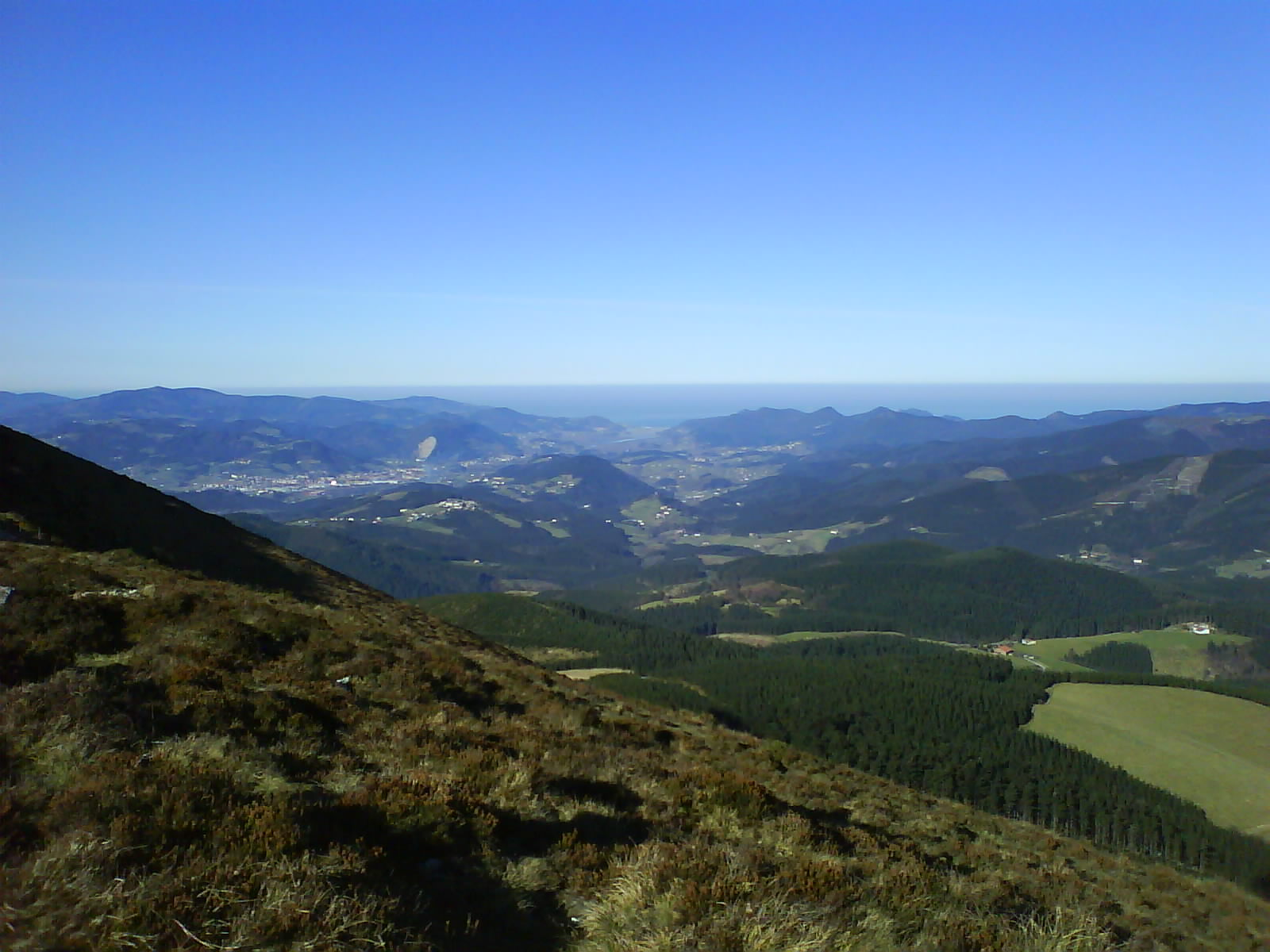
Vue générale du bassin de l'Oka.

Dans les eaux de l'Oka et de leurs affluents on peut voir plusieurs espèces de poissons et amphibiens. Les poissons diffèrent avec le lieu du cours de la rivière. Dans le début et la partie supérieure du cours, on trouve des truites, loches, anguilles, "Cabuxino nain" et "escallo" tandis que dans les parties moyennes on rencontre des barbeaux et loina (Actinopterygii) , de plus en plus abondants selon les rivières qui s'approchent des embouchures au détriment des précédents. Dans la rivière on trouve des espèces d'eau salée comme le cabuxino nain, corcón, pleuronectidae et anguille.
Les amphibiens sont très sensibles aux conditions environnementales et la pression humaine. On rencontre un bon nombre d'espèces d'amphibiens comme les salamandres, tritons jaspeado, crapauds buffles, des grenouilles "bermejas", de la grenouille "de San Antonio", de la grenouille ibérique et chalcides tridactyle.
Il y a aussi un nombre important et significatif d'espèces de petits et grands mammifères. Le cas du Vison d'Europe est particulièrement important car c'est une espèce en danger d'extinction, mais on trouve aussi le glis glis, le mustela putorius et le Lynx d'Espagne qui sont protégés. On rencontre également des lapins européens, Genettes, fouines, musaraignes "patiblanco", sanglier et chevreuils. On peut trouver quelques visons d'Amérique échappés de quelques exploitations agricoles.

## Les oiseaux
La faune la plus significative est avicole. Celle-ci a été la base qui a servi à l'établissement de la protection de ces territoires. La situation de la réserve en pleine trajectoire migratrice a fait de ses marais un lieu d'hivernage et de refuge migrateur (repos et alimentation). Beaucoup de ces oiseaux migrent entre les continents d'Europe et d'Afrique. À cette fonction de refuge, il faut ajouter les espèces sédentaires et les estivales qui utilisent la réserve comme lieu de nidification.
Selon les bilans du baguage scientifique des années 2002, 2003 et 2004 effectué par le Centro de inmigración de aves de Urdaibai, Urdaibai-hegaztiak, on a bagué un total de 6 785 oiseaux de 89 espèces différentes tandis que dans les annuaires on a détecté plus de 200 espèces. Parmi celles-ci on souligne le Héron cendré, la Petite Spatule, le Grand Cormoran, le Plongeon huard, l'Aigrette garzette, le Martin-pêcheur d'Europe et beaucoup d'autres encore.
- Annuaire des oiseaux 1996[PDF]
- Annuaire des oiseaux 1997[PDF]
- Dates de baguage 2002 - 2004[PDF]

## Affluents
Rive droite
- Berrekondo
- Golako
- Rivière Oma,

Rive gauche
- Ugarte ou Muxica
- Busturia
- Sollube

## Source
- (es) Cet article est partiellement ou en totalité issu de l’article de Wikipédia en espagnol intitulé « Río Oka (Vizcaya) » (voir la liste des auteurs).